# Zaraah Abrahams
Pour les articles homonymes, voir Abrahams.
Zaraah Abrahams, née le 7 janvier 1987 à Lambeth dans le Grand Londres, est une actrice britannique.

## Biographie
En 2008, elle participe à Dancing on Ice et termine troisième.

## Filmographie
- 2003-2005 : Girls in Love (série télévisée) : Magda (27 épisodes)
- 2005-2007 : Coronation Street (série télévisée) : Joanne Jackson (185 épisodes)
- 2008-2010 : Waterloo Road (en) (série télévisée) : Michaela White (46 épisodes)
- 2011 : Waterloo Road Reunited (série télévisée) : Michaela White (6 épisodes)
- 2012 : Payback Season : Clarissa
- 2012 : Scott & Bailey (série télévisée) : Daysha Kaye
- 2012 : Bedlam (série télévisée) : Laura
- 2013 : Black Girl in Paris (court métrage) : Luce
- 2014 : Da Sweet Blood of Jesus : Ganja Hightower
- 2014 : Holby City (série télévisée) : Alisa Cole
- 2015 : The Knick (série télévisée) : Opal Edwards (5 épisodes)
- 2017 : Mass Effect: Andromeda (jeu vidéo) (voix)